# Tertulianizm
Tertulianizm (tertulianiści) – chrześcijański ruch religijny, stworzony przez Tertuliana, którego głównym ośrodkiem była Kartagina. Tertulianizm wywodzi się z innego ruchu religijnego, noszącego nazwę montanizmu.
Tertulianiści głosili rygoryzm moralny i zakazywali ucieczki przed prześladowaniami, nakazywali posty, których nie praktykowali pozostali chrześcijanie. Wyznawcy tej doktryny zarzucali biskupom zbytnią łagodność względem pokutujących grzeszników (podobne stanowisko zajmowali później nowacjanie, a następnie donatyści); wrogo odnosili się do hierarchicznej struktury Kościoła, dużą wagę natomiast przywiązywali do charyzmatu proroctwa. Tertulianizm dopuszczał w życiu człowieka tylko jedno małżeństwo, a następne, po śmierci pierwszego współmałżonka, uznawał za cudzołóstwo.
Ruch przetrwał w Kartaginie do czasów św. Augustyna, czyli do początku V w.